# 달러구트 꿈 백화점
달러구트 꿈 백화점(영어: DollarGut Dream Store)은 2020년 7월 8일에 발간된 이미예의 장편 소설이다. 이 책은 교보문고 상반기 베스트셀러 1위로 선정되었다.

## 줄거리
이 책의 이야기는 취업 준비생 페니가 달러구트 꿈 백화점에 입사하면서 시작된다. 달러구트 꿈 백화점은 잠들어야만 입장할 수 있다. 이곳에 들어온 잠든 손님들에게 꿈 백화점 직원들은 꿈을 판다. 꿈을 만드는 이, 꿈을 파는 이, 꿈을 꾸는 이, 꿈에서 깬 이의 이야기를 다양하게 다룬다.  

## 등장인물
- 페니
- 달러구트
- 비고 마이어스
- 웨더
- 스피도
- 모그베리
- 킥 슬럼버
- 아가냅 코코
- 와와 슬립랜드
- 도제
- 야스누즈 오트라
- 막심
- 니콜라스
- 애니모라 반쵸